# Abazijnen
De Abazijnen (Abazijns: аба́за, Russisch: Абази́ны) zijn een volk, dat vooral woont in Karatsjaj-Tsjerkessië en Adygea (Rusland).
Er is ook een diaspora van Abazijnen in Turkije, Jordanië, Syrië, Egypte en andere islamitische landen, die afstammelingen zijn van vluchtelingen (muhajirs) uit de Kaukasusoorlog. De dominerende godsdienst is het soenisme.
De Abazijnen woonden oorspronkelijk in Sadzen, het westelijk deel van Abchazië. Eerst trokken ze in de 14e-15e eeuw van Abchazië naar Abazinië. Een tweede migratie dateert uit de 18e-19e eeuw .
Volgens de telling van 2002 waren er 37.942 Abazijnen in Rusland. Bij de volkstelling van 2010 bedroeg hun aantal 43.341.
Abazijnen spreken het Abazijns, een noordwestelijke Kaukasische taal, die nauw verwant is aan het Abchazisch. In 2010 waren er 37.830 sprekers.
Er is ook een beduidende Abazijnse aanwezigheid in Turkije. Een geraamde 150.000 Abazijnen woont in de provincies Samsun, Yozgat, Adana en Kayseri-Uzunyayla. De meeste van hen behoren tot de stam van de Ashkharua (Asjcharoea). Zij vochten tegen het leger van de tsaar tijdens de Kaukasusoorlog en weken uit naar Turkije nadat zij de slag om Kbaada (Krasnaja Poljana (Sotsji)) hadden verloren.